# Joy Kwesiga
Joy Constance Kwesiga là một nhà quản lý học thuật, học thuật, chuyên gia về giới và người hoạt động cộng đồng người Uganda. Bà là phó hiệu trưởng trường Đại học Kabale, một cơ sở giáo dục đại học công lập ở Uganda và được Hội đồng quốc gia về giáo dục đại học Uganda công nhận vào năm 2005.

## Bối cảnh và giáo dục
Bà sinh năm 1943 tại Quận Kabale, vùng Tây của Uganda. Bà là con gái của Andrew Mafigiri, một thành viên của giáo hội Angican, và Esteri Mafigiri, một bà nội trợ. [3] Bà đã theo học tiểu học tại trường nội trú dành cho nữ sinh của trường Kabale Girls. Sau đó, bà chuyển sang trường trung học Gayaza để học lớp O-Level và A-Level. Năm 1964, bà vào Đại học Đông Phi tại Makerere, tốt nghiệp năm 1968 với bằng Cử nhân về địa lý. Năm 1979, bà đã hoàn thành chương trình sau đại học về quản lý hành chính tại Học viện Hành chính công Uganda (nay là Viện Quản lý Uganda). Bằng Thạc sĩ của bà trong giáo dục đại học và Tiến sĩ Triết học trong giáo dục và các vấn đề giới đã được thực hiện tại Đại học Luân Đôn vào năm 1987 và 1993, tương ứng.

## Nghề nghiệp
Sau khi tốt nghiệp từ Đại học Đông Phi năm 1967, bà ở lại, làm thư ký điều hành trong bộ máy quản lý đại học này. Đến năm 1994, bà đã phục vụ với tư cách là phó giám đốc cho các nghiên cứu sau đại học. Từ năm 1995 đến năm 1998, bà là Trưởng khoa Nghiên cứu Phụ nữ và Giới tính tại Đại học Makerere. Từ năm 1998 đến năm 2001, bà là Hiệu trưởng Khoa Khoa học Xã hội tại Đại học Makerere. Năm 2001, bà được bổ nhiệm làm hiệu phó trường Đại học Kabale.